# Сяньвэнь-ди (Северная Вэй)
(Северно-)Вэйский Сяньвэнь-ди (кит. трад. (北)魏献文帝), личное имя Тоба Хун (кит. трад. 拓拔弘, 454—476) — сяньбиец, правитель государства Северная Вэй. Храмовое имя — Сянь-цзу (顯祖).

## Биография
Старший сын императора Вэньчэн-ди. Родился в 454 году, уже в 456 году был объявлен наследником престола; тогда же, в соответствии с обычаями Северной Вэй, императорская наложница Ли, являвшаяся его матерью, была принуждена совершить самоубийство. 

### Регентство Ифу Хуня
В 465 году, после смерти отца, 11-летний Тоба Хун был возведён на престол Северной Вэй; супруга Фэн покойного государя получила титул вдовствующей императрицы, а покойная наложница Ли, являвшаяся биологической матерью Тоба Хуна, посмертно получила титул и была объявлена императрицей Юань. Очень быстро власть при дворе прибрал к своим рукам Ифу Хунь, казнивший большое число своих противников. Однако уже в 466 году вдовствующая императрица Фэн совершила переворот: Ифу Хунь был арестован и казнён, а регентство взяла в свои руки сама вдовствующая императрица.

### Регентство вдовствующей императрицы Фэн
Как раз в это время в основном противнике Северной Вэй — южнокитайской империи Сун — после убийства в 465 году занимавшего в тот момент трон Лю Цзые разгорелась гражданская война. В 466 году генерал Сюэ Аньду, управлявший провинцией Сюйчжоу (находилась на территории северных частей современных провинций Цзянсу и Аньхой), опасаясь за свою судьбу после того, как события стали развиваться неудачным для него образом, откололся от Сун и присягнул Северной Вэй. Вскоре также поступили Би Чжунцзин, правивший провинцией Яньчжоу (находилась на территории западной части современной провинции Шаньдун) и Чан Чжэньци, управлявший Жунаньским округом. Вдовствующая императрица Фэн отправила войска во главе с генералом Юйчи Юанем поддержать перебежчиков, и тот отбил две попытки сунских войск вернуть регион к северу от реки Хуайхэ. Так как после этой смены сторон сунские провинции Цинчжоу (находилась на территории центральной и восточной частей современной провинции Шаньдун) и Цзичжоу (находилась на территории северо-западной части современной провинции Шаньдун) оказались отрезанными от основной территории империи Сун, то на их завоевание были отправлены войска под командованием Мужун Байяо, который и присоединил эти земли к Северной Вэй в 469 году.
В 467 году у императора родился сын Тоба Хун. Вдовствующая императрица решила сосредоточиться на воспитании внука, и прекратила регентство, предоставив 13-летнему императору самостоятельное правление.

### Единоличное правление
В 469 году император дал сыну Тоба Хуну титул наследника престола. В 470 году вдовствующая императрица Фэн вступила в любовную связь с придворным по имени Ли И, и когда император казнил по обвинению в коррупции его брата Ли Фу и друга Ли Синя, ей это не понравилось.
В 471 году увлёкшийся даосизмом и буддизмом император отрёкся от престола, чтобы сосредоточиться на изучении наук. На престол был возведён 4-летний Тоба Хун, получивший тронное имя «Сяовэнь-ди», а отрёкшийся император получил титул «тайшан хуанди» (太上皇帝).

### После отречения
Несмотря на отречение, бывший император продолжал контролировать жизнь Двора и без него не решались никакие важные вопросы. В 476 году он скончался: одни легенды заявляют, что его, якобы, убила вдовствующая императрица Фэн, обиженная за его расправы над родственниками и друзьями её любовника, другие историки считают, что он сам покончил с собой после неудачной попытки отстранения вдовствующей императрицы Фэн от власти.

## Девизы правления
- Тяньань (天安) (466—467)
- Хуансин (皇興) (467—471)